# 꿈 FC
꿈 FC는 스페인 이에스까스를 연고지로 하는 축구 구단이다. 2017-18 시즌 7부 리그에서 시작하여 2018-19 시즌에는 6부 리그에 참가했으며, 2020-2021 시즌부터는 5부리그에 참가하고 있다. 선수들이 대부분 한국인으로 구성되어 있으며, 스페인 구단 최초로 2년 만에 7부 리그에서 5부 리그로 승격된 구단이기도 하다.